# 海軍本部 (イギリス)

旧海軍本部ビル。現在は外務・英連邦・開発省が使用している。

海軍本部（かいぐんほんぶ、Admiralty）は、イギリス海軍を統括・管理する機関の一般的な呼称である。その正式名称や組織および機能は時代により大きく異なる。

## 訳語
イングランドにおいてAdmiralty と呼ばれる部局は、15世紀初頭にアドミラル （Admiral）の事務室として創設されたのが発祥である。そして、複雑な変遷を経て海軍の軍政と軍令を統括する官庁となった後も、Admiralty と一貫して呼称されている。
そのため、閣僚を長とする行政機関であった時代については他国の相当する官庁と同様に「海軍省」と訳される例も多く見られる。しかし、このような歴史的経緯から、省と呼べるような組織でなかった時代も包括する表現として「海軍本部」が一般的に使われている。また、「海軍本部」という訳語も適訳ではないとして、カタカナで「アドミラルティ」と表記されている場合もある。

## 歴史

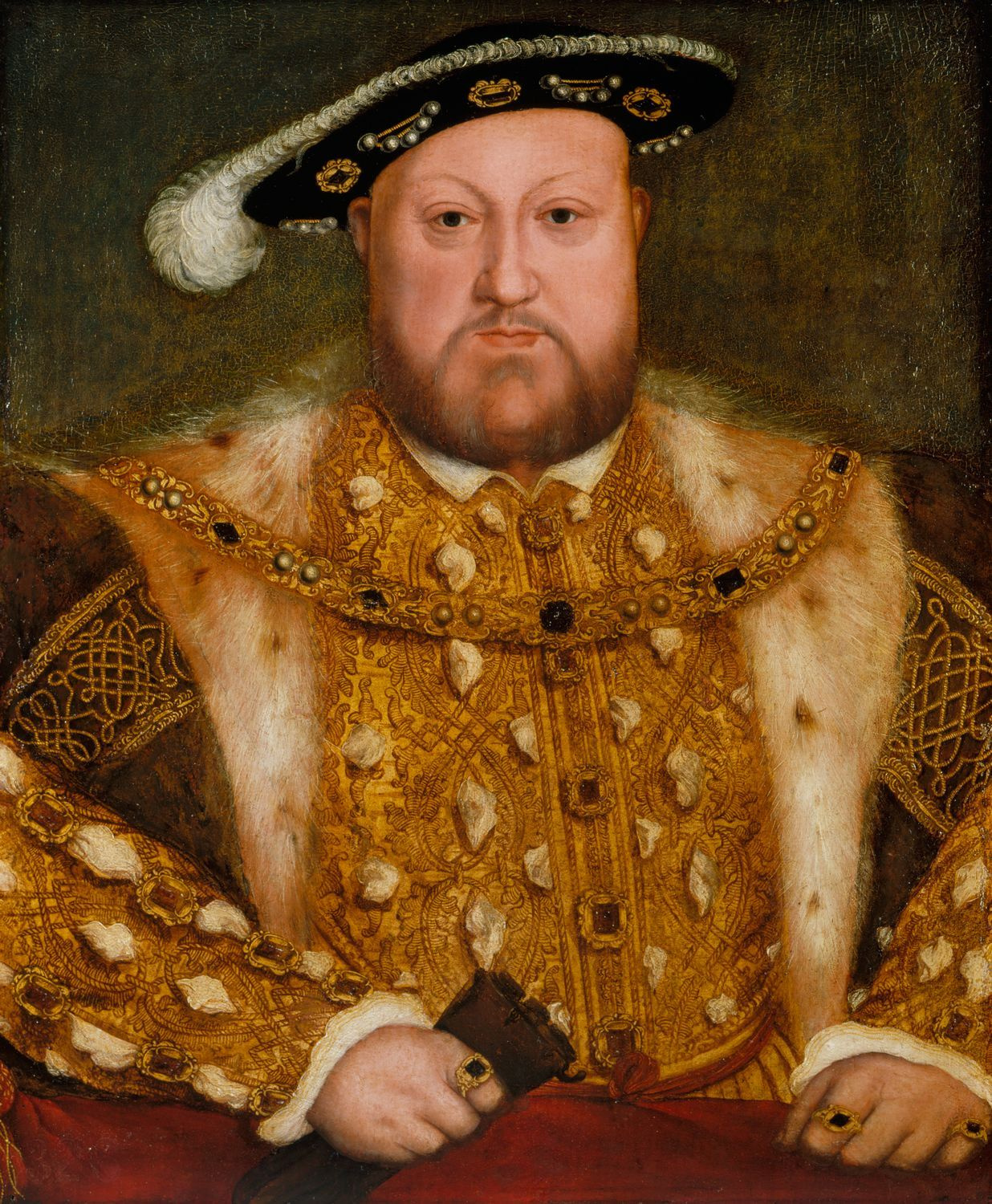
ヘンリー8世

アドミラルティ（海軍本部）と呼ばれる部局が最初に設置されたのは15世紀初頭である。当初のアドミラルティはアドミラルの執務室であったが、当時のアドミラル（後にロード・アドミラル）は「提督」と訳される後世の艦隊司令官或いは海軍の将官とは異なり、海事裁定の責任者であった。つまり、アドミラルティは実質的には海事関係の裁定機関であった。
ヘンリー8世の海軍改革により、アドミラルティは枢密院の監督下に置かれ、隷下に艦隊管理機関であるネイビー・ボードが設けられた。このことにより、アドミラルティは政治的統制を受ける艦隊の指揮・監督機関となった。その後、清教徒革命等の紆余曲折を経て組織や機能が拡充し、19世紀後半には閣僚を長とする行政機関となった。
1964年に、海軍省、戦争省、空軍省が国防省に統合されたため、海軍本部委員会も国防省内の委員会の一つとなった。これに伴い海軍本部委員会は1年に2度しか開催されなくなり、日々の海軍運営は新しい「海軍委員会」の手に委ねられている。現在でも国防省の海軍関係部局はアドミラルティと呼ばれている。

## 構成

### アドミラルティ・ボード (Admiralty Board)
海軍本部委員会と訳される場合もある。アドミラルティ（海軍本部）の中核となる委員会であり、海軍の軍政・軍令を実質的に統括していた。構成員の役職は時代により異なるが、代表的なものとしてはファースト・ロード（主に政治家）、セクレタリ（書記官）、ファーストからサードまでのシー（ネーバル）・ロード（制服組）等がある。

### ネイビー・ボード (Navy Board)
ネイビー・ボード (Navy Board) は海軍委員会或いは海軍会議とも訳される。海軍本部の下に置かれ、艦艇の建造や補修等、艦隊を管理する事務部門。委員会の形式を取っているが、実務は長官 (Administrator) が取り仕切っていた。歴代長官から海軍本部書記官に昇進する者は多く（サミュエル・ピープス等）、ファースト・ロードに任命された者もいた（チャールズ・ミドルトン）。一方、汚職の温床となっており、ファースト・ロードがその責任を取って辞任するケース（ヘンリー・ダンダス）もあった。

## 主な役職

### ロード・アドミラル／ロード・ハイ・アドミラル(Lord Admiral／Lord High Admiral)

ロード・ハイ・アドミラル旗

海軍本部のトップ。当初ロード・アドミラルと呼ばれていたが、後にロード・ハイ・アドミラルと呼ばれるようになった。国務大官の一つである。貴族が任命されていたが、やがて君主や王族の名誉職となった。1964年にエリザベス2世女王がロード・ハイ・アドミラルに就任するまで、2世紀以上空席であった。
「海軍卿」と訳されることもあるが、ファースト・ロードも一般的に「海軍卿」と訳されている。ファースト・ロードもロード・ハイ・アドミラルのポストが空席の時は海軍本部のトップではあるが、ロード・ハイ・アドミラルが海軍の総司令官であるのに対し、ファースト・ロードは海軍統轄機関を担当する閣僚である。

#### 主なロード・アドミラル又はロード・ハイ・アドミラル
スードリー男爵トマス・シーモア
ロード・アドミラル（1547-1549）。エリザベス1世の愛人として知られている。野望のためにエリザベス王女との結婚を企てたのが発覚し、処刑された。
初代バッキンガム公ジョージ・ヴィリアーズ
ロード・ハイ・アドミラル（1619-1628）。初めてロード・ハイ・アドミラルの肩書きを与えられた貴族。ジェームズ1世とチャールズ1世から寵愛されていたが、最期は暗殺された。
カンバーランド公ルパート
ロード・ハイ・アドミラル（1673-1679）。
チャールズ2世
ロード・ハイ・アドミラル（1684-1685）。国王として初めてロード・ハイ・アドミラルに就任。海軍に“ロイヤル”の称号を与えた。
ジェームズ2世
ロード・ハイ・アドミラル（1685-1688）。
クラレンス＝セント・アンドルーズ公爵ウィリアム
ロード・ハイ・アドミラル（1827-1828）。後の国王ウィリアム4世。
エリザベス2世
ロード・ハイ・アドミラル（1964-2011）。
エディンバラ公爵フィリップ
ロード・ハイ・アドミラル（2011-2021）。薨去により空席となった。

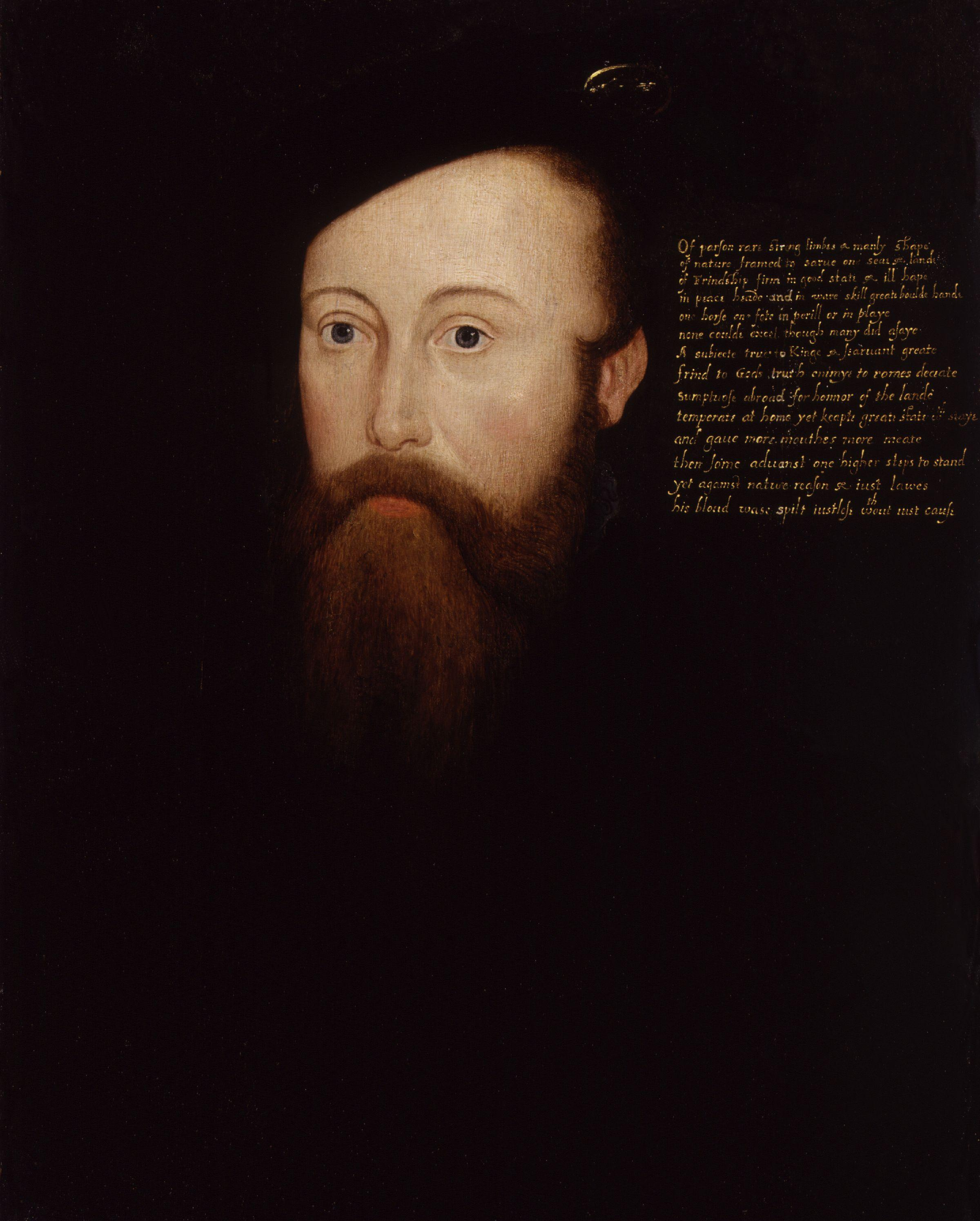
スードリー男爵トマス・シーモア
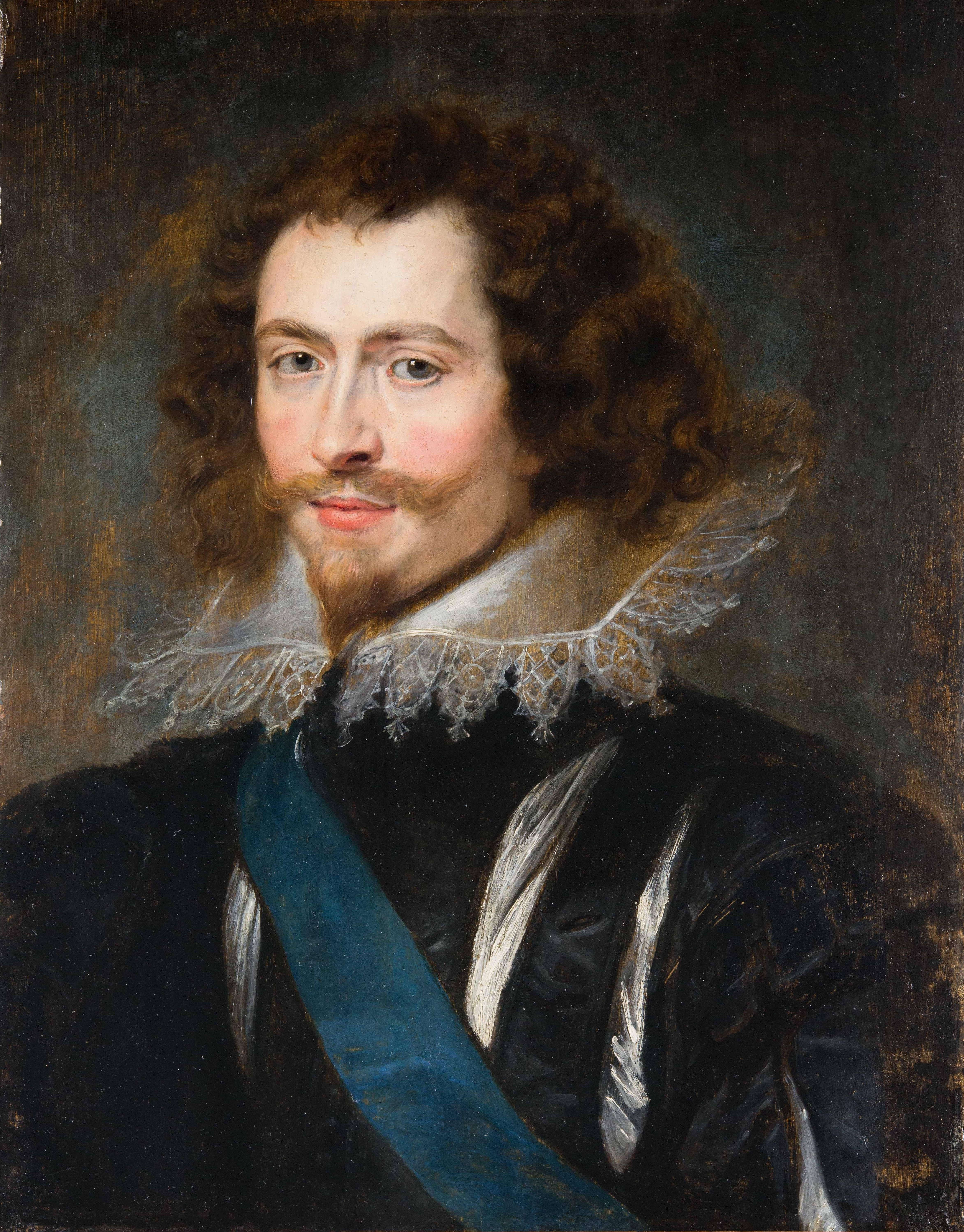
初代バッキンガム公ジョージ・ヴィリアーズ
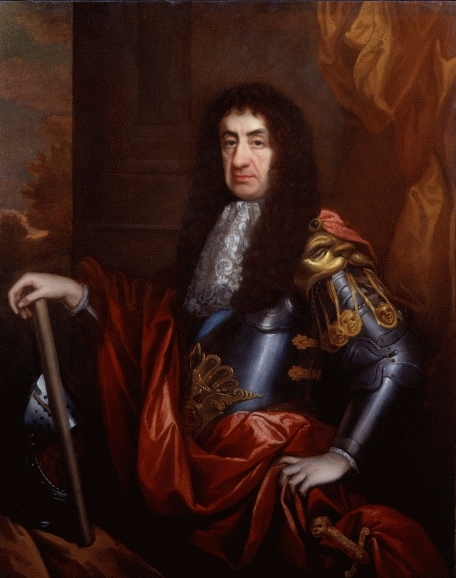
チャールズ2世
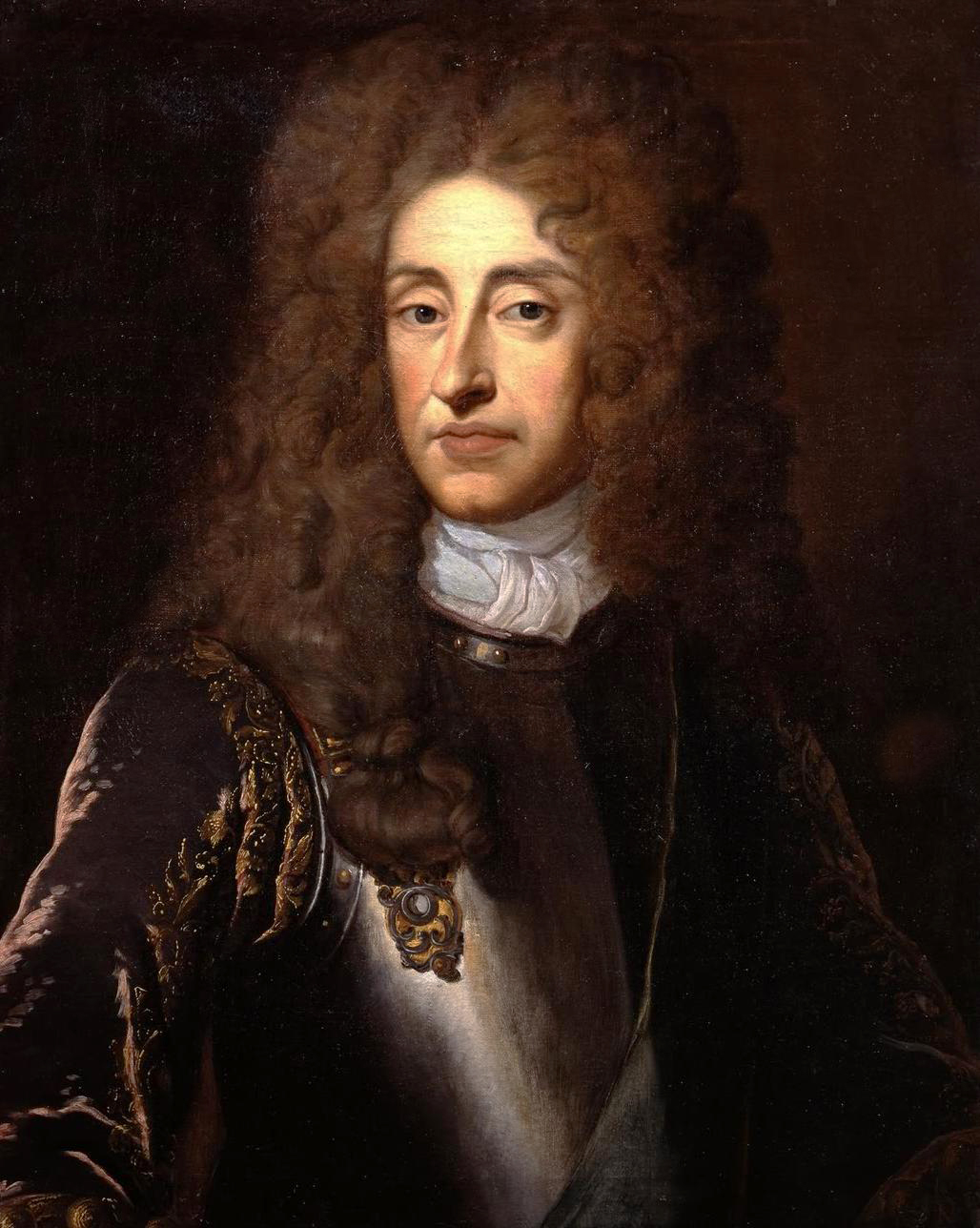
ジェームズ2世
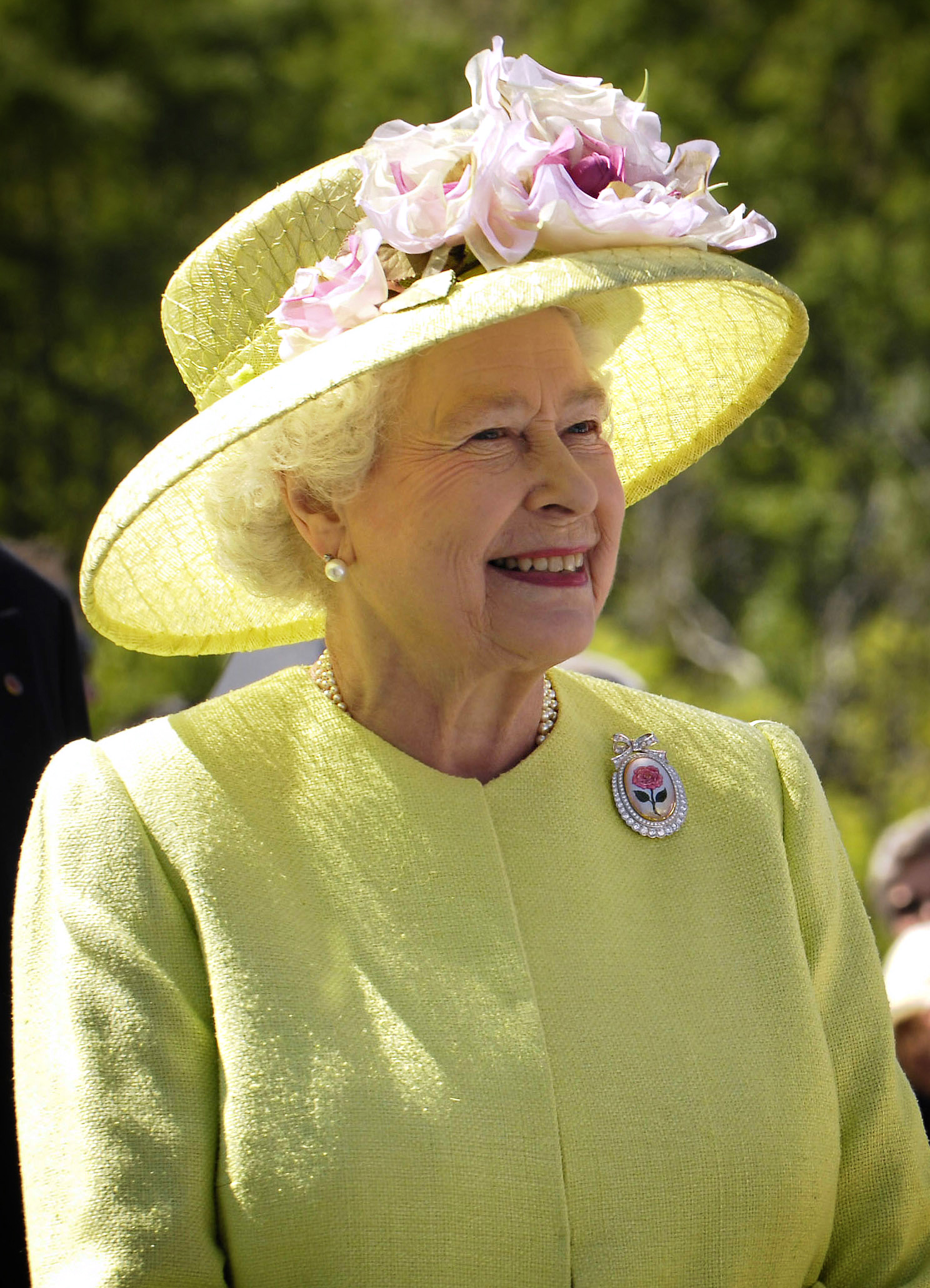
エリザベス2世

### ファースト・ロード(First Lord of the Admiralty)

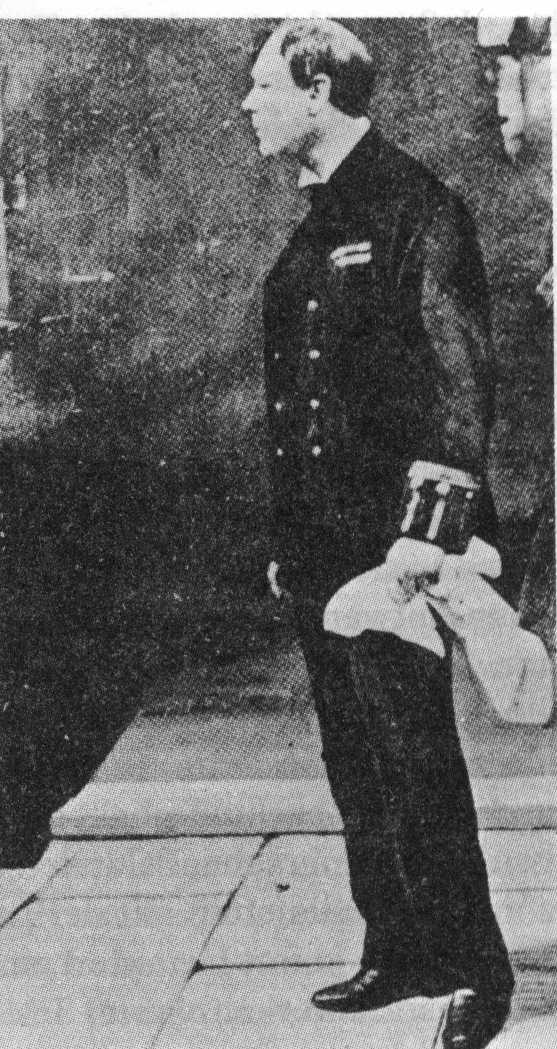
海軍卿時代のウィンストン・チャーチル

ファースト・ロードは海軍卿、海軍大臣、第一海軍卿といった訳語が存在する。ただし、後述するファースト・シー・ロード又はファースト・ネーバル・ロードも「第一海軍卿」と訳されることがある。
ロード・ハイ・アドミラルが空席の時は海軍本部のトップの役職であり、閣議にも出席する。現役の海軍軍人が就任することもあったが、1806年以降は政治家によって占められた。1964年に国防大臣 (Secretaries of State for Defence) が設置されると、国防大臣に職務を統合された。

#### 主なファースト・ロード
第4代サンドウィッチ伯ジョン・モンタギュー
ファースト・ロード（1748-1751, 1763-1763, 1771-1782）。サンドイッチの発明者として有名だが、ファースト・ロードとしての評判は悪かった。
第2代スペンサー伯爵ジョージ・スペンサー
ファースト・ロード（1794-1801）。ウェールズ大公妃ダイアナの先祖。
初代メルヴィル子爵ヘンリー・ダンダス
ファースト・ロード（1804-1805）。ネービー・ボードの汚職事件で引責辞任。
初代バーラム男爵チャールズ・ミドルトン
ファースト・ロード（1805-1806）。制服組だが事務系ポストの経験も多く、第1次ウィリアム・ピット政権ではネービー・ボード長官として海軍力整備に手腕を発揮した。ナポレオン戦争中の第2次ピット政権でファースト・ロードに就任。世界各地に展開したイギリス艦隊をコントロールするという、海軍本部に本来求められるはずの機能を初めて発揮させた。
第5代スペンサー伯爵ジョン・スペンサー
ファースト・ロード（1892-1895）。第2代スペンサー伯の孫でウェールズ大公妃ダイアナの先祖。
ウィンストン・チャーチル
ファースト・ロード（1911-1915, 1939-1940）。第一次世界大戦時の海軍卿で第二次世界大戦時の首相。

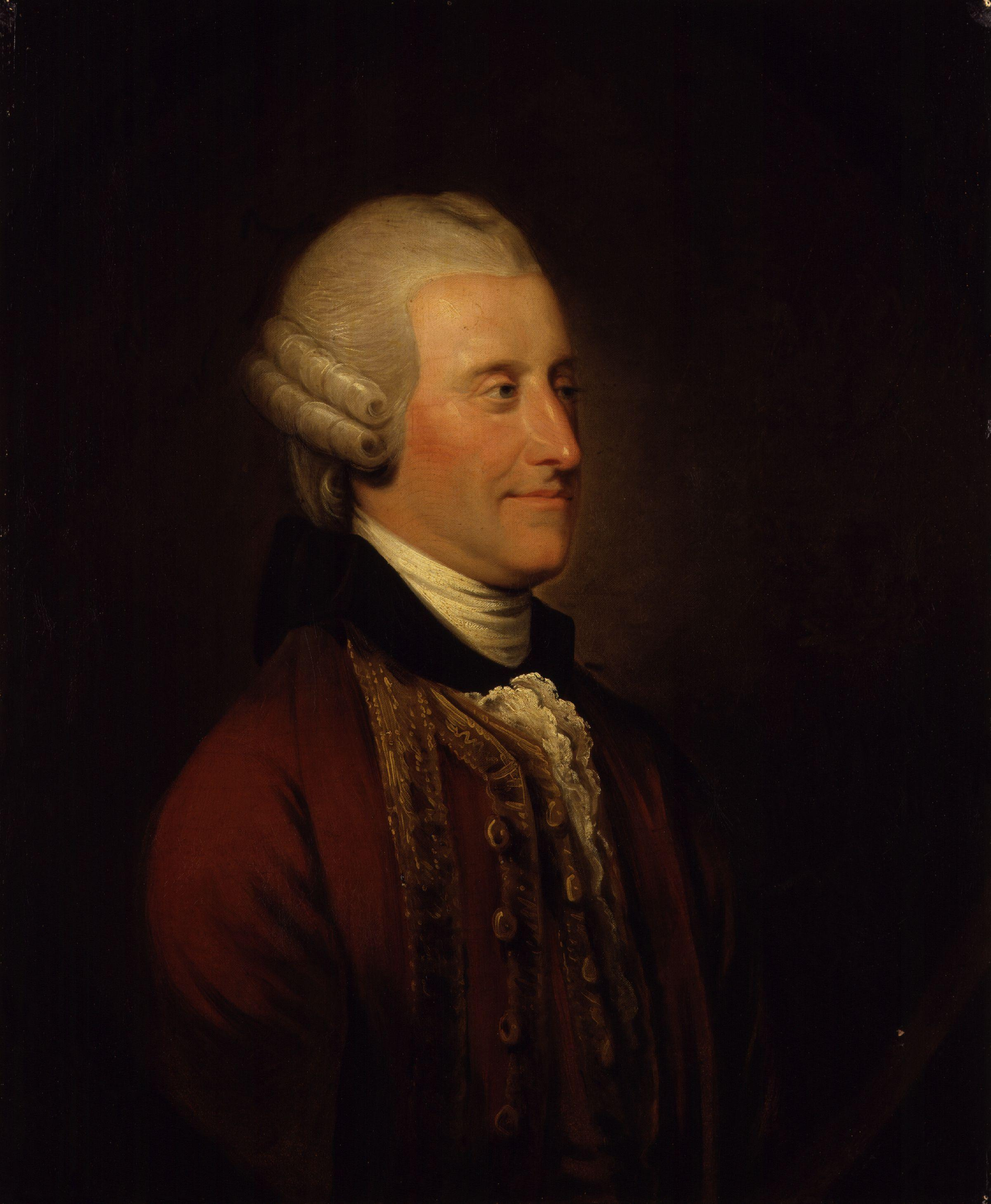
第4代サンドウィッチ伯ジョン・モンタギュー
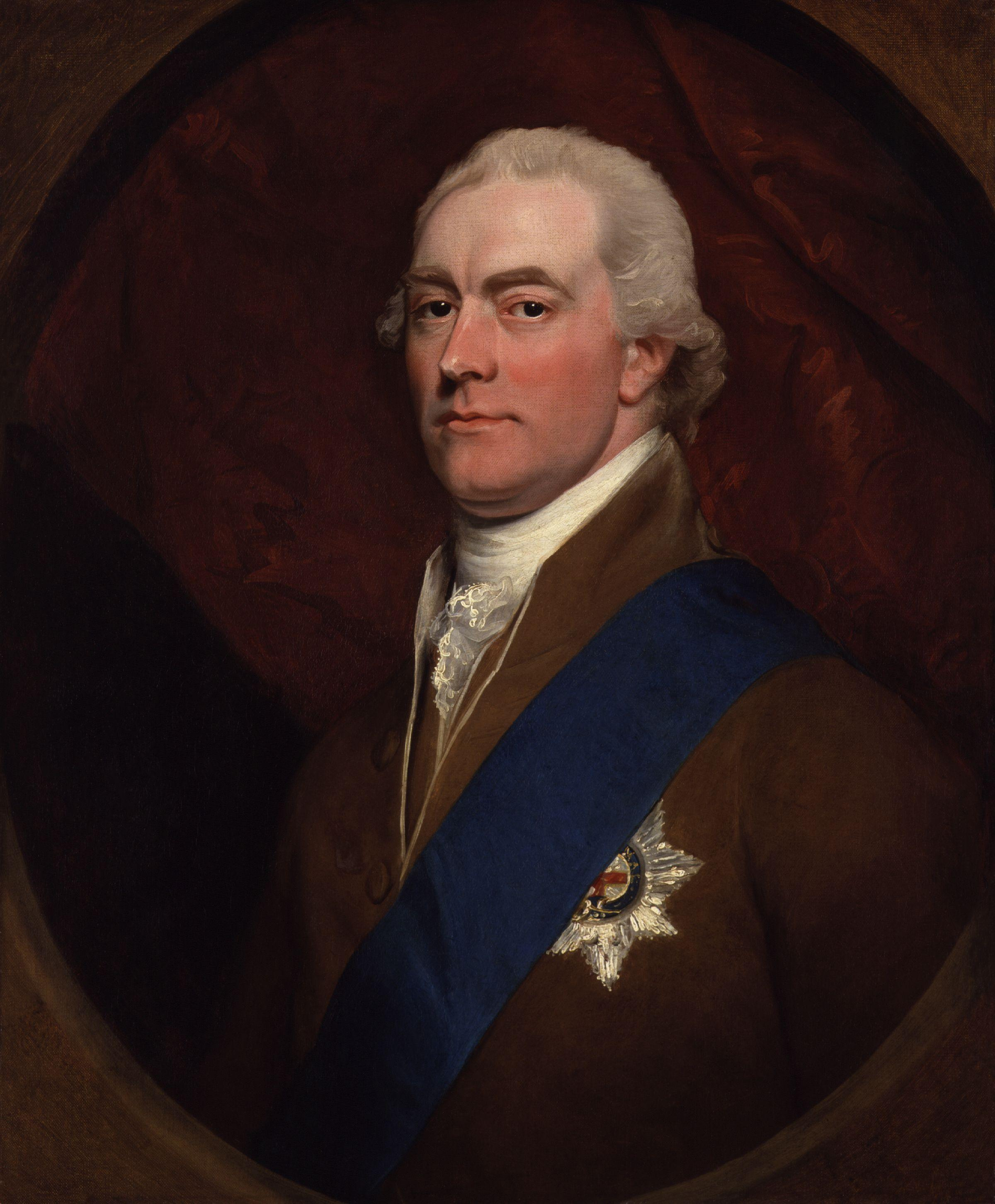
第2代スペンサー伯爵ジョージ・スペンサー
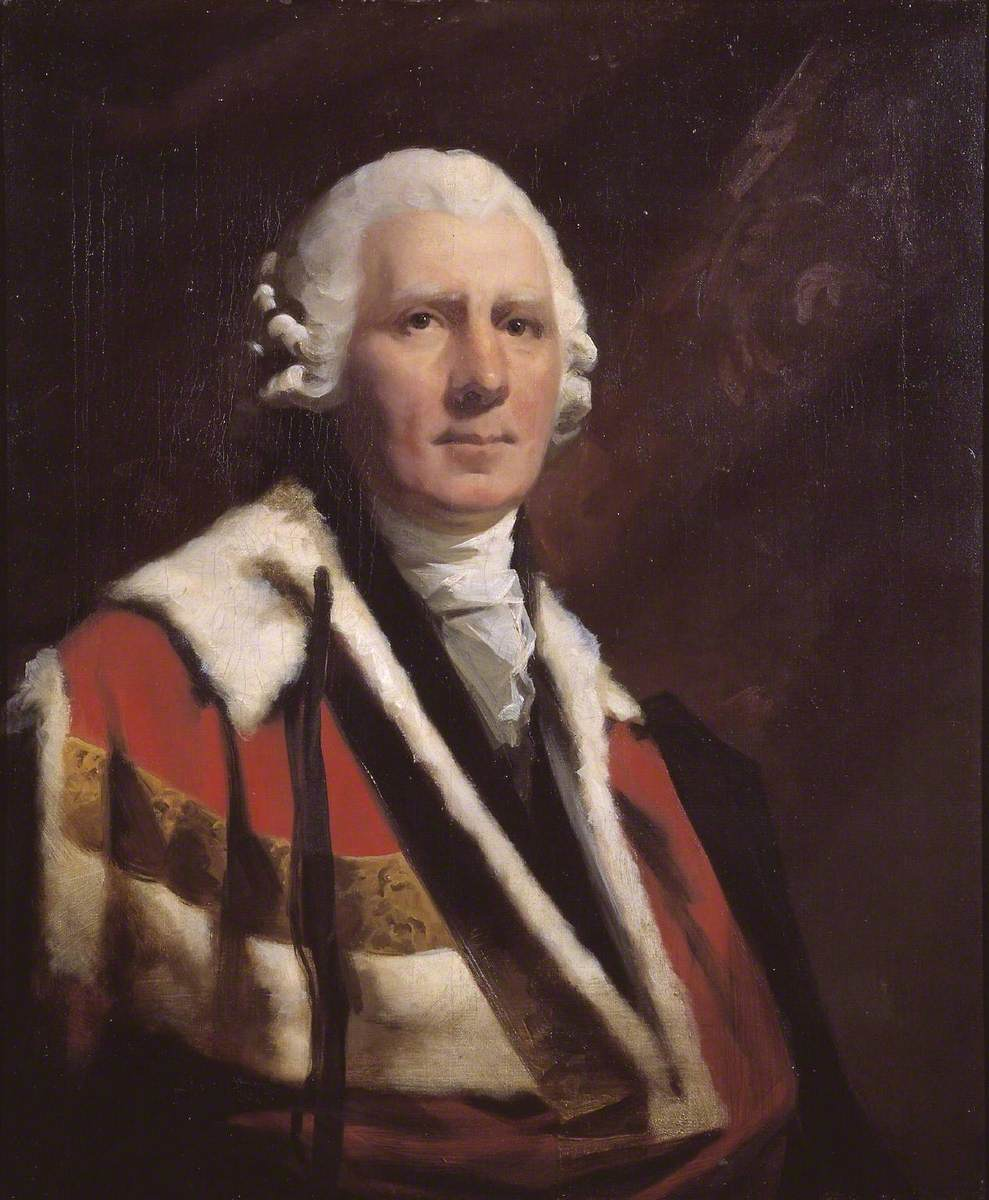
初代メルヴィル子爵ヘンリー・ダンダス
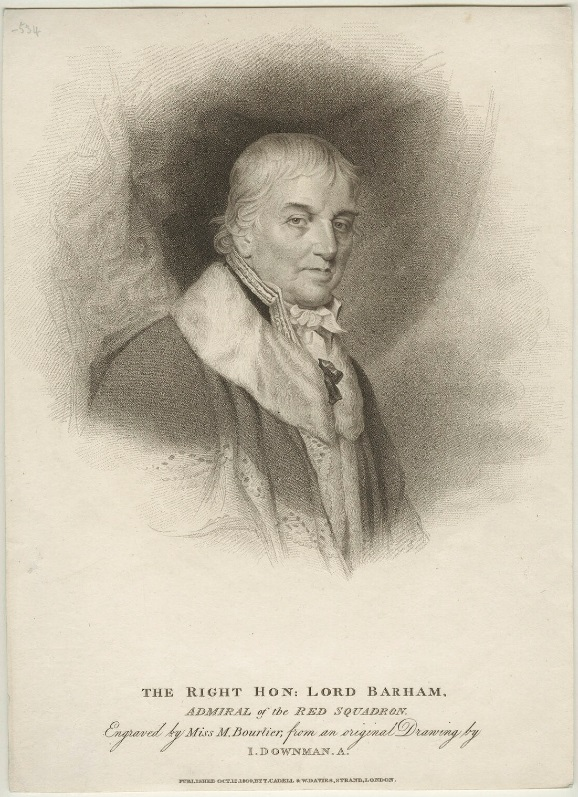
初代バーラム男爵チャールズ・ミドルトン
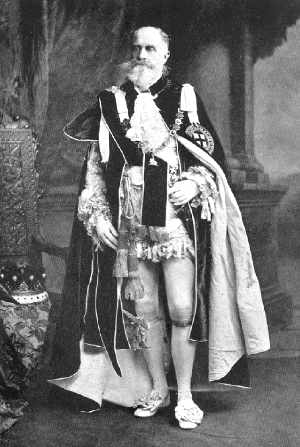
第5代スペンサー伯爵ジョン・スペンサー

### セクレタリ(Secretary to the Admiralty)
“Parliamentary Secretary to the Admiralty”或いは“Parliamentary and Financial Secretary to the Admiralty”と呼ばれていた時代もあった。書記官或いは書記官長と訳される。当初はロード・ハイ・アドミラルの秘書官といった立場であったが、官庁組織においては事務次官に相当する役職となった。海軍本部の実務はこの書記官が取り仕切っていた。

#### 主な書記官

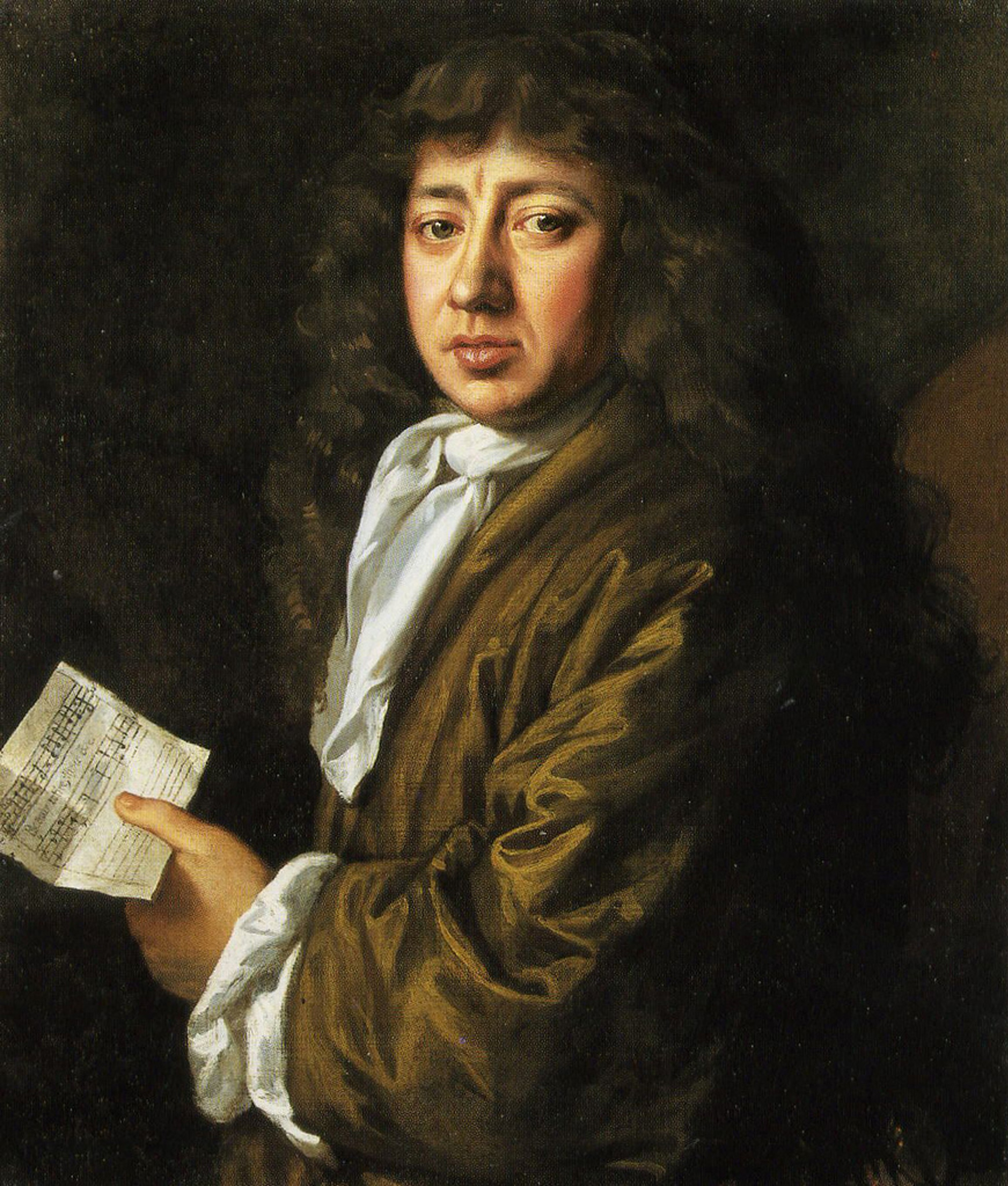
サミュエル・ピープス
書記官（1673-1679, 1684-1689）。当時の日記を残した事で一般には知られる人物だが、書記官として王政復古後の海軍再建に手腕を発揮し、「イングランド海軍の父」とも言われている。

### ファースト・シー・ロード／ファースト・ネーバル・ロード(First Sea Lord／First Naval Lord)
他国海軍の相当する役職は軍令部長や作戦部長と訳される。ファースト・シー・ロードとファースト・ネーバル・ロードの場合は第一海軍卿と訳されることもある。軍令の総責任者であり、制服組のトップである。

#### 主な第一海軍卿
ダドリー・パウンド
第一海軍卿（1939-1943）。第二次世界大戦時の第一海軍卿。判断の誤りがPQ17船団の惨劇に繋がったとされる。

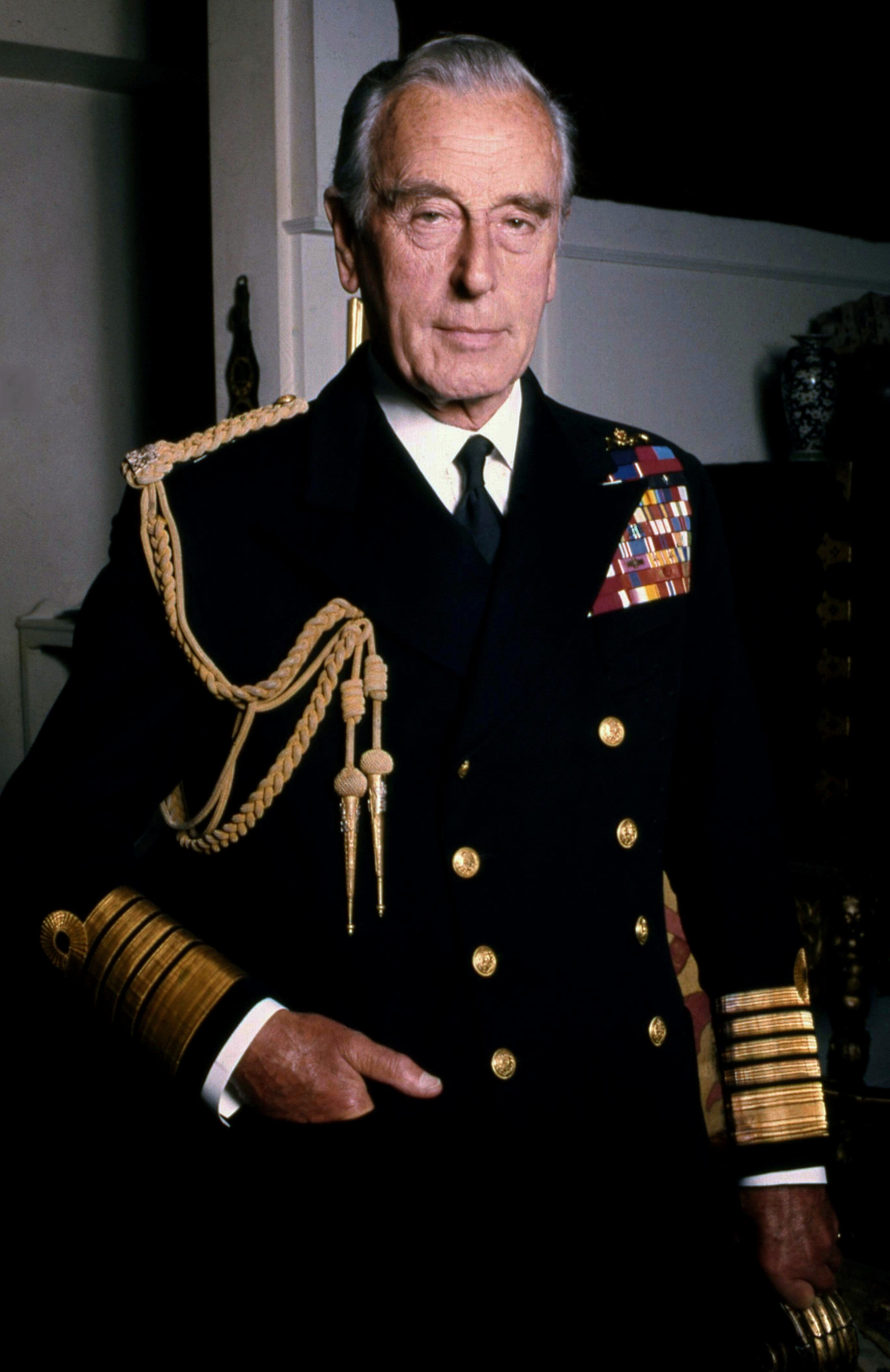
ルイス・マウントバッテン
第一海軍卿（1955-1959）。第二次世界大戦ではビルマ戦線で司令官として日本軍と戦った。引退後アイルランド共和軍暫定派に暗殺された。